# Zygmuntowo (Nowy Tomyśl)
Pour les articles homonymes, voir Zygmuntowo.
Zygmuntowo (prononciation : [zɨɡmunˈtɔvɔ]) est un village polonais de la gmina de Lwówek dans le powiat de Nowy Tomyśl de la voïvodie de Grande-Pologne dans le centre-ouest de la Pologne.
Il se situe à environ 9 kilomètres au sud-est de Lwówek (siège de la gmina), à 16 kilomètres au sud-est de Nowy Tomyśl (siège du powiat) et à 43 kilomètres à l'ouest de Poznań (capitale régionale).

## Histoire
De 1975 à 1998, le village faisait partie du territoire de la voïvodie de Poznań.

Depuis 1999, Zygmuntowo est situé dans la voïvodie de Grande-Pologne.
Le village possède une population de 80 habitants en 2006.